# 僕少女
《僕少女》（日語：ボクガール）是日本漫畫家杉戶彰創作的漫畫作品。於2014年在《週刊YOUNG JUMP》上開始連載，於2016年5月完結。單行本全11卷。

## 劇情大綱
大樹高中的學生鈴白瑞樹因為外表像女生，常被人誤認並被男性告白，總是為此煩惱的他，想要成為有男子氣概的人。有一天惡作劇之神洛基相中了瑞樹作為惡作劇的對象，便將他變成女性。
為了尋找將自己復原的方式，瑞樹向一起長大的好友一文字猛求助，並在學校維持男性生活，但隨著時間經過，猛發現自己對瑞樹的友情逐漸變成戀愛情愫。瑞樹仍希望自己變回男性，並與心儀的對象藤原夢子有進一步發展，不過夢子喜歡的對象是猛。
在洛基多次從中作梗後，瑞樹發現自己喜歡上猛，自己的行為舉止也逐漸變得陰柔。在家中和學校都知道瑞樹變成女性後，她被安排到女生宿舍。洛基告訴瑞樹，其身體會因為戀愛對象而改變性別，而瑞樹也因為感情在夢子和猛間游移，讓自己的身體在男女間不停轉換。洛基的惡作劇引起索爾不滿，洛基向瑞樹坦承自己的惡作劇、並給她選擇性別的機會。
在情人節前巧遇猛的夢子得知猛喜歡瑞樹，便向他坦白心意，而在情人節當日，猛向瑞樹告白。夢子表示無論瑞樹是男是女，對瑞樹的情感都不會變。之後，瑞樹向洛基表示自己希望成為女性，並答應了猛的告白。
最後瑞樹選擇以女性外貌活下去。

## 登場人物

### 主要人物
鈴白瑞樹
本作主角，大樹高中1年2班的 女/男 學生，生日是3月19日，15歲，血型是A型，身高154cm。喜歡昆蟲圖鑑和看起來很可愛的衣服和布偶玩具，不擅長的東西：井出前輩(來自官方番外篇公布的資料)。從小到大因外表像女生，總是被其他人誤認為女生，甚至被同性當成女生告白，讓他苦惱不已，所以總是想成為有「男子氣概」的人。暗戀著同班的藤原夢子。但是在成為女生之後，漸漸對猛也抱持著另外一種情感。後來在家中和學校都知道瑞樹變成女性後，她被安排到女生宿舍並且和洛基同房。洛基告訴瑞樹，其身體會因為戀愛對象而改變性別，而瑞樹也因為感情在夢子和猛間游移，讓自己的身體在男女間不停轉換。但因洛基的惡作劇引起索爾不滿，洛基向瑞樹坦承自己的惡作劇，並給她選擇性別的機會。
一文字猛
瑞樹的朋友和曾經的高中室友，在瑞樹變成女生後給予協助，也時常製造機會讓瑞樹和藤原夢子在一塊，但後來發現自己喜歡瑞樹。
藤原夢子
瑞樹的同班同學，是長髮美女，喜歡做料理，是個天然呆的女孩，喜歡一文字猛，也喜歡瑞樹。
洛基・亞斯嘉爾德
惡作劇之神，在看到瑞樹後決定對其惡作劇來獲取樂趣，更為了近距離觀察他，以轉學生身分混入1年2班，後來在女生宿舍和瑞樹同房。但因洛基的惡作劇引起索爾不滿，洛基向瑞樹坦承自己的惡作劇，並給瑞樹選擇性別的機會。

### 其它
山田・V・七太郎
瑞樹曾經的室友，女性內衣褲製造商的獨生子兼設計師，非常熱愛女性內衣褲，也總是穿上女性內衣褲以增加設計靈感，但因為如此總是被以異樣眼光看待，一眼就看出瑞樹是女性，並想與其結婚。
烏鴉
洛基的小跟班，與洛基一起來到人類世界，並協助洛基進行惡作劇。
一文字命
一文字猛的妹妹，中学生。

## 出版書籍
| 卷數 | 集英社         | 集英社                 | 青文出版社     | 青文出版社          |
| 卷數 | 發售日期       | ISBN                   | 發售日期       | EAN                 |
| ---- | -------------- | ---------------------- | -------------- | ------------------- |
| 1    | 2014年5月19日  | ISBN 978-4-08-879840-0 | 2015年10月25日 | EAN 471-801601523-4 |
| 2    | 2014年6月19日  | ISBN 978-4-08-879841-7 | 2016年4月25日  | EAN 471-801601684-2 |
| 3    | 2014年9月19日  | ISBN 978-4-08-890011-7 | 2016年9月25日  | EAN 471-801601973-7 |
| 4    | 2014年12月19日 | ISBN 978-4-08-890078-0 | 2016年12月25日 | EAN 471-801602118-1 |
| 5    | 2015年3月19日  | ISBN 978-4-08-890129-9 | 2017年5月25日  | EAN 471-801602263-8 |
| 6    | 2015年6月19日  | ISBN 978-4-08-890206-7 | 停止出版       | 停止出版            |
| 7    | 2015年9月18日  | ISBN 978-4-08-890251-7 | 停止出版       | 停止出版            |
| 8    | 2015年12月18日 | ISBN 978-4-08-890327-9 | 停止出版       | 停止出版            |
| 9    | 2016年3月18日  | ISBN 978-4-08-890374-3 | 停止出版       | 停止出版            |
| 10   | 2016年6月17日  | ISBN 978-4-08-890456-6 | 停止出版       | 停止出版            |
| 11   | 2016年7月19日  | ISBN 978-4-08-890470-2 | 停止出版       | 停止出版            |

## 外部連結
- 週刊ヤングジャンプ公式サイト（日語）